# لاندولفيا
لاندولفيا (الاسم العلمي: Landolphia)، جنس نباتات مُزهرة من فصيلة الدفلية وصفت لأول مرة على أنها جنس في عام 1806.
مواطنها الأصيلة في إفريقيا الاستوائية.